# Onthophagus armatus
Onthophagus armatus är en skalbaggsart som beskrevs av Blanchard 1853. Onthophagus armatus ingår i släktet Onthophagus och familjen bladhorningar. Inga underarter finns listade i Catalogue of Life.